# یان وان در هوفه
یان وان دِر هوفه (هلندی: Jan van der Hoeve؛ ‏ ۱۳ آوریل ۱۸۷۸ – ۲۶ آوریل ۱۹۵۲) چشم‌پزشک و استاد دانشگاه اهل پادشاهی هلند بود.
وی تحصیلات خود را در دانشگاه لیدن آغاز کرد و سپس از دانشگاه برن دکترا گرفت و بعدها استاد چشم‌پزشکی دانشگاه خرونینگن و دانشگاه لیدن شد. او یکی از نخستین توصیف‌های سندرم واردنبرگ را در سال ۱۹۱۶ میلادی ارائه نمود.
شهرت اصلی او به‌واسطه مفهوم «فاکوماتوزها» (سندرم‌های جلدی-عصبی) در چشم است.